# Marieke van Leeuwen
Pour les articles homonymes, voir van Leeuwen.
Marieke van Leeuwen, née le 26 septembre 1950 à La Haye,, est une actrice et femme de lettres néerlandaise.

## Filmographie[3]

### Cinéma et téléfilms
- 1972 : Jonny et Jessy (nl) : Jessy
- 1974 : Magister Maesius (nl) : Elza
- 1974 : Le Conscrit (De loteling) : Une prostituée
- 1974 : Merijntje Gijzen's Jeugd : Annemie
- 1975 : Mijn nachten met Susan, Olga, Albert, Julie, Piet & Sandra (nl) : Julie
- 1977 : Tussen wal en schip (nl) : Betty
- 1979 : Kasper in de onderwereld : La femme en jaune
- 1979 : Grueten broos : Lowiezeken
- 1985 : Het bloed kruipt : Judith de Graaff
- 1989 : Kunst en Vliegwerk (nl) : Mme Kramer
- 1991 : De onfatsoenlijke vrouw (nl) : Simone
- 1993 : Belle van Zuylen - Madame de Charrière (nl) : Charlotte
- 1994 : Sjans : Ineke
- 1996 : Unit 13 : Mme Zuilinga
- 1998 : De keerzijde : Ria Bakker
- 1998 : Goede daden bij daglicht : La directrice
- 2002 : De tweeling : Mme De Vries
- 2003 : Bergen Binnen (nl) : Cornelia Neeltje van Heemskerk
- 2004 : Ernstige delicten (nl) : Marianne de Witt
- 2009 : De co-assistent (nl) : Angela Beunen
- 2013 : Overspel (nl) : La professeure de menno
- 2014 : Celblok H (nl) : Erika Simons
- 2014 : Amateurs : Imke
- 2019 : De 12 van Oldenheim (nl) : Baukje Witte